# Gerard Tlali Lerotholi
Gerard Tlali Lerotholi OMI (* 12. Februar 1954 in Mokhotlong) ist ein lesothischer Geistlicher und römisch-katholischer Erzbischof von Maseru.

## Leben
Gerard Tlali Lerotholi trat der Ordensgemeinschaft der Oblaten (OMI) am 25. Januar 1976 bei, legte 1981 die Profess ab und empfing am 3. Januar 1982 die Priesterweihe.
Papst Benedikt XVI. ernannte ihn am 30. Juni 2009 zum Erzbischof von Maseru. Die Bischofsweihe spendete ihm sein Vorgänger als Erzbischof von Maseru, Bernard Mohlalisi OMI, am 12. September desselben Jahres; Mitkonsekratoren waren Evaristus Thatho Bitsoane, Bischof von Qacha’s Nek, und Sebastian Koto Khoarai OMI, Bischof von Mohale’s Hoek.
Im Juli 2015 erhielt er eine Morddrohung. Kurz zuvor waren bereits zwei Prominente, die der Opposition nahestanden, ermordet worden.
Am 11. November 2019 ernannte ihn Papst Franziskus zum Mitglied des Päpstlichen Rates für die Kultur. Am 18. Februar 2023 ernannte ihn Papst Franziskus zum Mitglied des Dikasteriums für die Kultur und die Bildung, in dem der vormalige Päpstliche Rat für die Kultur aufgegangen war.